# 大貫妙子
大贯妙子（日语：／ Ounuki Taeko，1953年11月28日—）是日本的音乐家，暱称「小妙」（ター坊），现居神奈川县三浦郡叶山町，在札幌市中央区也有住所。

## 经历
- 1953年出生于日本东京都杉并区。父亲是特别攻击队队员大贯健一郎，曾在台灣就讀台北州立基隆中學校（今基隆高中）。[1]
- 1973年与山下达郎、村松邦男等人组成樂團「SUGAR BABE」，但僅在發行一張單曲與一張專輯後解散。[2]
- 1976年个人出道，于SUGAR BABE解散后推出第一张个人专辑《Grey Skies》。
- 1998年为电影《东京日和》创作原声音乐并获得第21回日本电影金像奖最优秀音乐奖。[3]
- 2005年10月5日在东京FM广播局J-WAVE的节目<NIGHT STORIES>和<THE UNIVERSE>担任星期三的领航员（电台DJ）。
- 2006年11月2日任天堂电视游戏MOTHER3的音乐专辑《MOTHER3+》发行，大貫妙子演唱了主题曲《We miss you 〜愛のテーマ〜》。
- 2006年演唱了剧场版 动物之森的主題歌《森へ行こう》。

## 音乐作品

### 原创专辑
1. Grey Skies〔グレイ・スカイズ〕（1976年9月25日）
2. SUNSHOWER〔サンシャワー〕（1977年7月25日）
3. MIGNONNE〔ミニヨン〕（1978年9月21日）
4. ROMANTIQUE〔ロマンティック〕（1980年7月21日）
5. AVENTURE〔アヴァンチュール〕（1981年5月21日）
6. Cliché〔クリシェ〕（1982年9月21日）
7. SIGNIFIE〔シニフィエ〕（1983年10月21日）
8. カイエ（1984年6月5日）同名影像作品的原声音乐
9. copine〔コパン〕（1985年6月21日）
10. Comin' Soon〔カミン・スーン〕（1986年3月21日）
11. アフリカ動物パズル（1987年6月21日）
12. A SLICE OF LIFE〔スライス・オブ・ライフ〕（1987年10月5日）
13. PURISSIMA〔プリッシマ〕（1988年9月21日）
14. NEW MOON〔ニュー・ムーン〕（1990年6月21日）
15. DRAWING〔ドローイング〕（1992年2月26日）
16. Shooting Star in the Blue Sky（1993年9月22日）
17. TCHOU!〔チャオ!〕（1995年4月19日）
18. LIVE'93 Shooting Star in the Blue Sky（1996年6月26日）现场专辑
19. pure acoustic（1996年11月27日）自我翻唱专辑
20. LUCY〔ルーシー〕（1997年6月6日）
21. 東京日和（1997年10月8日）同名电影的原声音乐
22. ATTRACTION〔アトラクシオン〕（1999年2月24日）
23. ENSEMBLE〔アンサンブル〕（2000年6月21日）
24. note（2002年2月20日）
25. One Fine Day （2005年2月16日）
26. Boucles d'oreilles 〔ブックル ドレイユ〕（2007年3月21日） 自我翻唱专辑
27. UTAU ⁄ A PROJECT OF TAEKO ONUKI & RYUICHI SAKAMOTO（2010年11月10日）以大貫妙子 & 坂本龙一 的名义
28. Tint （2015年6月10日）以大貫妙子与小松亮太 的名义

### 精选专辑
1. EARLY TIMES 1976-77（1981年12月25日）
2. CLASSICS（1985年9月5日）
3. The very best of 大貫妙子（1986年12月5日）※1991年8月21日再发行
4. 大貫妙子全曲集（1988年11月21日）
5. 大貫妙子ベスト（1989年10月5日）
6. PURE DROPS（1991年6月21日）
7. 時の始まり（1992年2月21日）
8. 素直な気持（1993年4月14日）
9. NEW BEST（1994年11月23日）
10. History 1978-1984（1999年6月23日）
11. セレクション～Panam Years 1976-1977～（2003年5月21日）
12. Anthology Library ～ Anthology 1973-2003 ～（2003年10月29日）
13. ゴールデン☆ベスト 大貫妙子～RCA Years 1978-1984（2005年4月20日）
14. palette（2009年4月29日）收录大貫妙子作词并翻唱的怀念的未来～longing future～
15. GOLDEN☆BEST 大貫妙子 ～The BEST 80's Director's Edition～（2011年12月7日）
16. CM&TVテーマ集 TAEKO ONUKI WORKS 1983-2011 CM / TV Music Collection（2011年12月7日）